# Beijing Auto Museum
Il Beijing Auto Museum è un museo situato a Pechino in Cina.

## Descrizione
Inaugurato nel 2011, con una superficie di 50 000 m² distribuiti su 5 piani, è il più grande museo dell'auto in Cina.
La costruzione dell'edificio museale ha avuto inizio nel 2006, venendo completato nel 2010. È stato ufficialmente aperto al pubblico nel 2011.
Il 18 maggio 2019, il museo è stato insignito dalla Chinese Museum Association del premio come "museo più innovativo della Cina".
Nel 2014 la collezione comprendeva 80 autovetture. Tuttavia, molte delle automobili presenti nella collezione sono delle repliche.